# José Rocamora Hernández
José Rocamora Hernández (Benferri, Alicante, España, 9 de enero de 1954) es un exfutbolista español que se desempeñaba como defensor.

## Clubes
| Club           | País   | Año         |
| -------------- | ------ | ----------- |
| Rayo Vallecano | España | 1974 - 1982 |
| Hércules CF    | España | 1982 - 1985 |
| Cartagena FC   | España | 1985 - 1986 |